# Blechnum spannagelii
Blechnum spannagelii là một loài thực vật có mạch trong họ Blechnaceae. Loài này được Rosenst. mô tả khoa học đầu tiên.